# Kantonspolizei

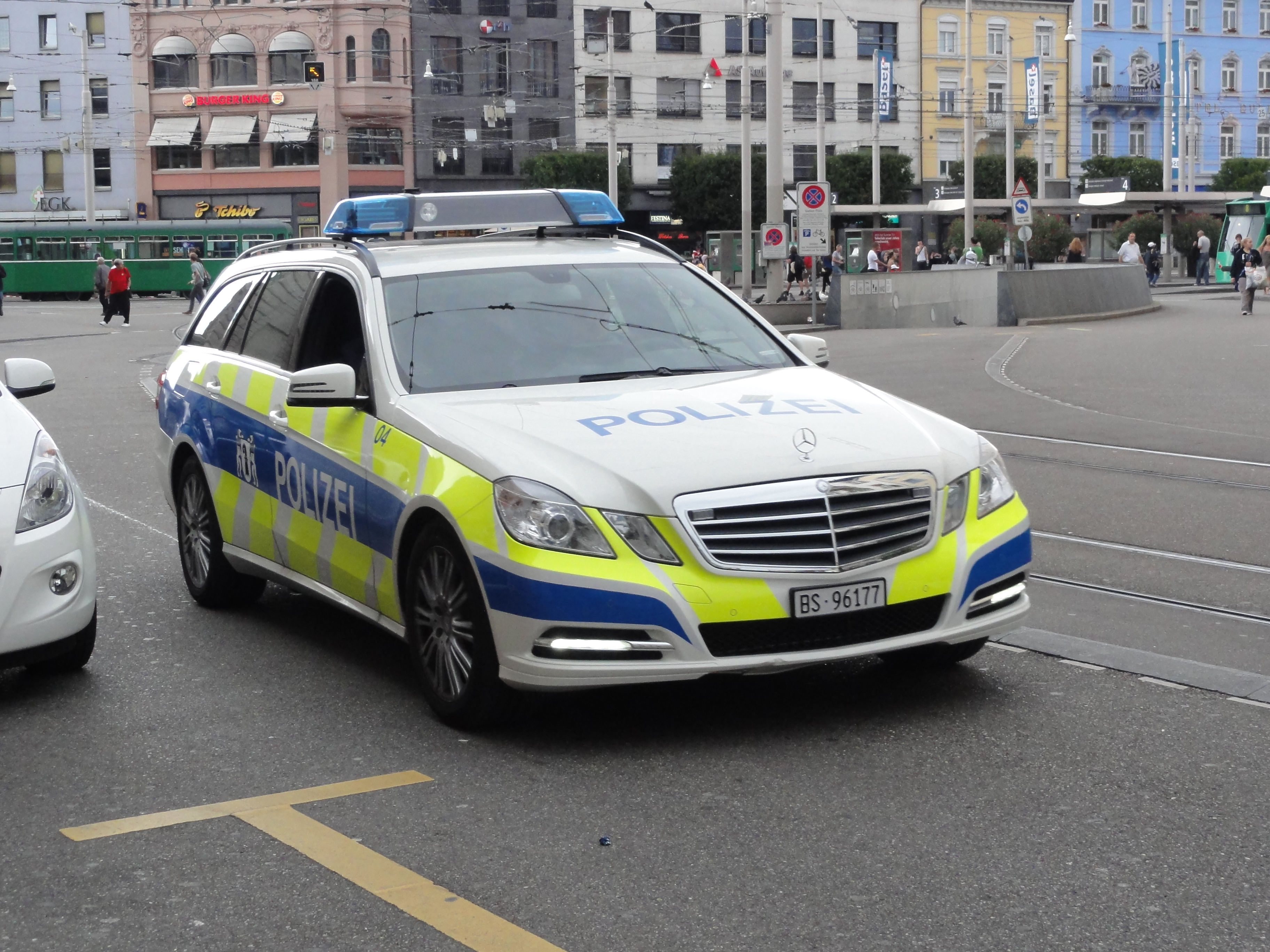
Fahrzeug der Kantonspolizei Basel-Stadt

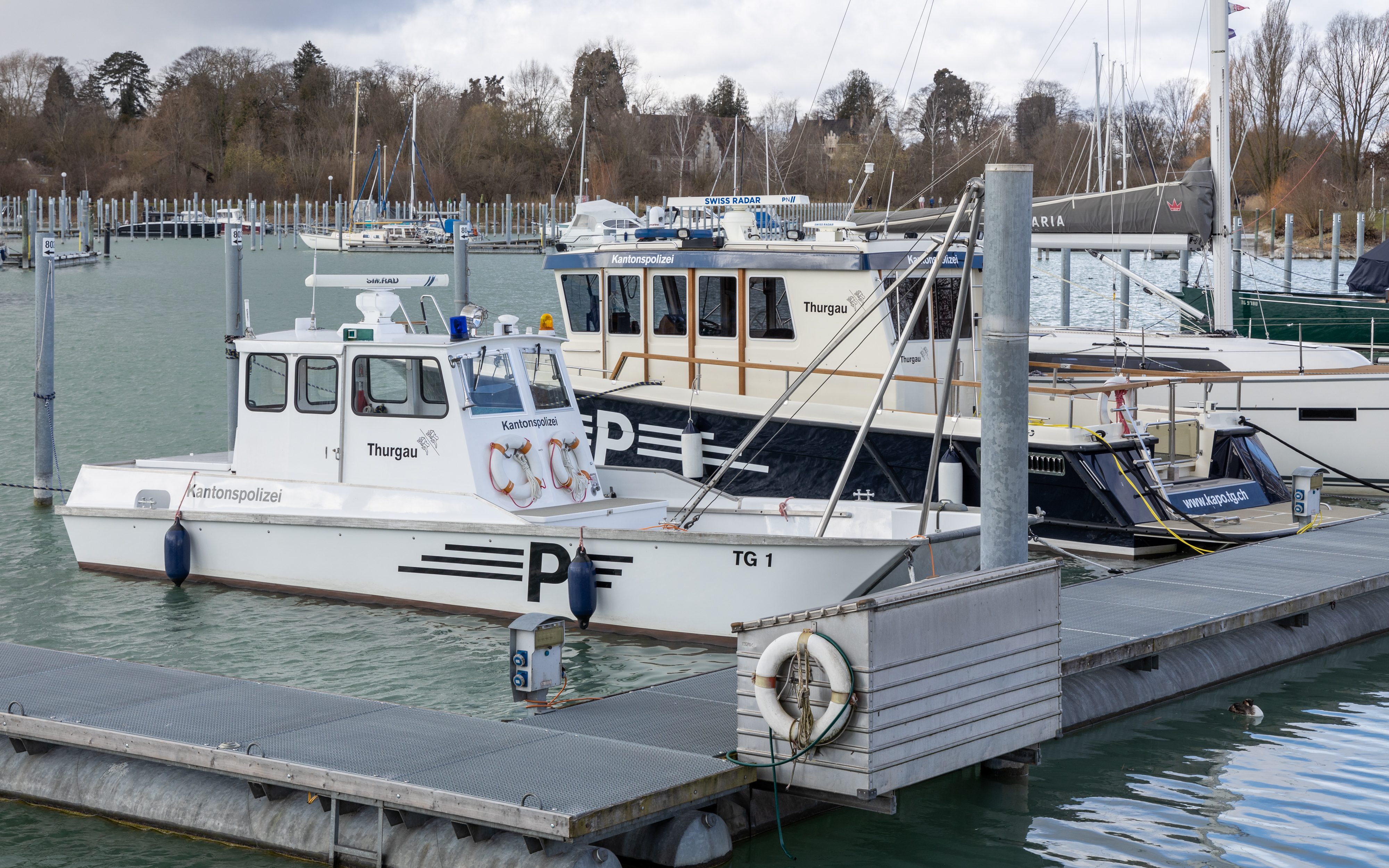
Boote der Kantonspolizei Thurgau (Seepolizei Kreuzlingen)

Die Kantonspolizeien sind die Polizeiorganisationen der Schweizer Kantone. Sie haben sowohl gerichts- wie auch sicherheitspolizeiliche Aufgaben und Befugnisse. Die Kantonspolizei Zürich ist zudem auch für die Grenzabfertigung am Flughafen Zürich zuständig. Sowohl die Uniformen wie auch die Gestaltung der Fahrzeuge ist nicht einheitlich. Eine Zusammenarbeit existiert etwa auf der Ebene der Polizeidirektorenkonferenz, die gemeinsame Materialbeschaffung und in der Interkantonalen Polizeischule Hitzkirch (IPH). Die Polizeikorps der französischsprachigen Schweiz besitzen auf dem Waffenplatz Savatan, auf dem Gemeindegebiet von Lavey-Morcles, eine eigene Polizeischule.
Einige Städte und Gemeinden haben ihre eigene Gemeinde- bzw. Stadtpolizei, so z. B. die Stadtpolizei Zürich oder die Stadtpolizei Winterthur. Im Kanton Basel-Landschaft sind die Gemeinden verpflichtet, gewisse Polizeiaufgaben in Eigenregie durchzuführen. Dies können sie entweder mit einer eigenen Gemeindepolizei, die auch mit Nachbarsgemeinden zusammen geführt werden kann, oder sie bestellen die Dienstleistung von der Kantonspolizei und bezahlen dafür. Die Kantonspolizei Graubünden betreut den grössten Kanton der Schweiz. Die Kantonspolizei Zürich ist mit etwa 3000 Mitarbeitern das grösste Polizeikorps der Schweiz. Im Kanton Zürich gibt es zudem kommunale Polizeikorps insbesondere die Stadtpolizei Zürich mit rund 2100 Mitarbeitenden. Diese erfüllen Aufgaben der Sicherheits-, Verkehrs- und Verwaltungspolizei.
Die allgemeingültige Notrufnummer der Polizei lautet in der Schweiz 117. Wer die Europäische Notrufnummer 112 wählt, wird ebenfalls automatisch mit der Einsatzzentrale der zuständigen Kantons- oder Stadtpolizei verbunden.

## Kommandobereich
Der Kommandobereich stellt den restlichen Abteilungen zentrale Dienste wie etwa die Logistikabteilung oder die Polizeipsychologen zur Verfügung und ist verantwortlich für das Personalwesen und Weiterbildung. Die Mitarbeiter der Kommandobereiche sind ausserdem für Finanzen und Budget verantwortlich.

## Flughafenpolizei
Die Sicherheit im Luftverkehr ist in der heutigen Zeit von zentraler Bedeutung. Die internationalen Flughäfen haben aufgrund ihrer Komplexität eigene Polizeiabteilungen. Die Flughafenpolizei ist bspw. im Kanton Zürich eine Hauptabteilung der Kantonspolizei Zürich. Sie übernimmt sämtliche Polizeiaufgaben, ist also Kriminal-, Verkehrs-, Sicherheits- und Grenzpolizei.
Die Flughafenpolizei schützt Menschen und Sachwerte vor kriminellen Handlungen, führt polizeiliche Ermittlungen bei strafbaren Handlungen am Flughafen durch, vollzieht die Grenzkontrolle (Aus- und Einreise), führt Asylbefragungen durch und vollzieht Ausschaffungen auf dem Luftweg, überwacht den Strassenverkehr am Flughafen, ahndet Übertretungen und vollzieht die Passagier-, Gepäck- und Frachtkontrolle.

## Kriminalpolizei
Bei Verbrechen sowie umfangreichen Ermittlungen in Straffällen übernimmt die Kriminalpolizei die Sachbearbeitung. Dank ihren fachspezifischen Abteilungen kann sie besonders anspruchsvolle Aufgaben durch Spezialisten bearbeiten lassen. Zu den Tätigkeitsgebieten gehören nebst forensischen Untersuchungen auch Fahndungen nach Straftätern. Hierbei handelt es sich um besonders erfahrene oder besonders qualifizierte Beamte, welche fachspezifische Weiterbildungen absolviert haben und mit den besonderen Anforderungen vertraut sind. Als grösste Herausforderung gilt allgemein die Fachgruppe Leib/Leben, welche sich mit Mord und schwersten Straftaten gegen die körperliche Integrität auseinandersetzt.
Die Kriminalpolizei ihrerseits kann in Sonderabteilungen unterteilt sein: Leib/Leben, Wirtschaftsdelikte, Kriminaltechnik, Jugenddienst, Allgemeine Ermittlungen und Spezialermittlungen.

## Verkehrspolizei
Die Verkehrspolizei sorgt für einen möglichst sicheren, unfallfreien Verkehr auf allen Strassen und Seen auf deren Einsatzgebiet. Ihr Aufgabengebiet umfasst neben der Bearbeitung von juristischen Fragestellungen in Bezug auf den Verkehr ebenso die Ausbildung der jüngsten Strassenverkehrsteilnehmer in den Primarschulen und die Ausarbeitung von Kampagnen. Die Seepolizei gehört in einigen Kantonen ebenfalls der Verkehrspolizei-Spezialabteilung an. Die Verkehrstechnische Abteilungen befasst sich mit Anlagen zur Regelung, Lenkung und Überwachung des Verkehrs, prüft Konzessionsgesuche für den öffentlichen Verkehr und verfügt Strassensignalisationen und Verkehrsbeschränkungen. Der Betrieb von regionalen Verkehrsleitzentralen gewährleistet die optimale Koordination der verfügbaren mobilen Polizeipatrouillen. Mit technischen Fahrzeugkontrollen, Geschwindigkeitskontrollen an Unfallschwerpunkten und dem Vollzug der Arbeits- und Ruhezeitkontrollen sowie der Verordnung über den Transport gefährlicher Güter befassen sich die Frontfunktionäre.

## Regionalpolizei

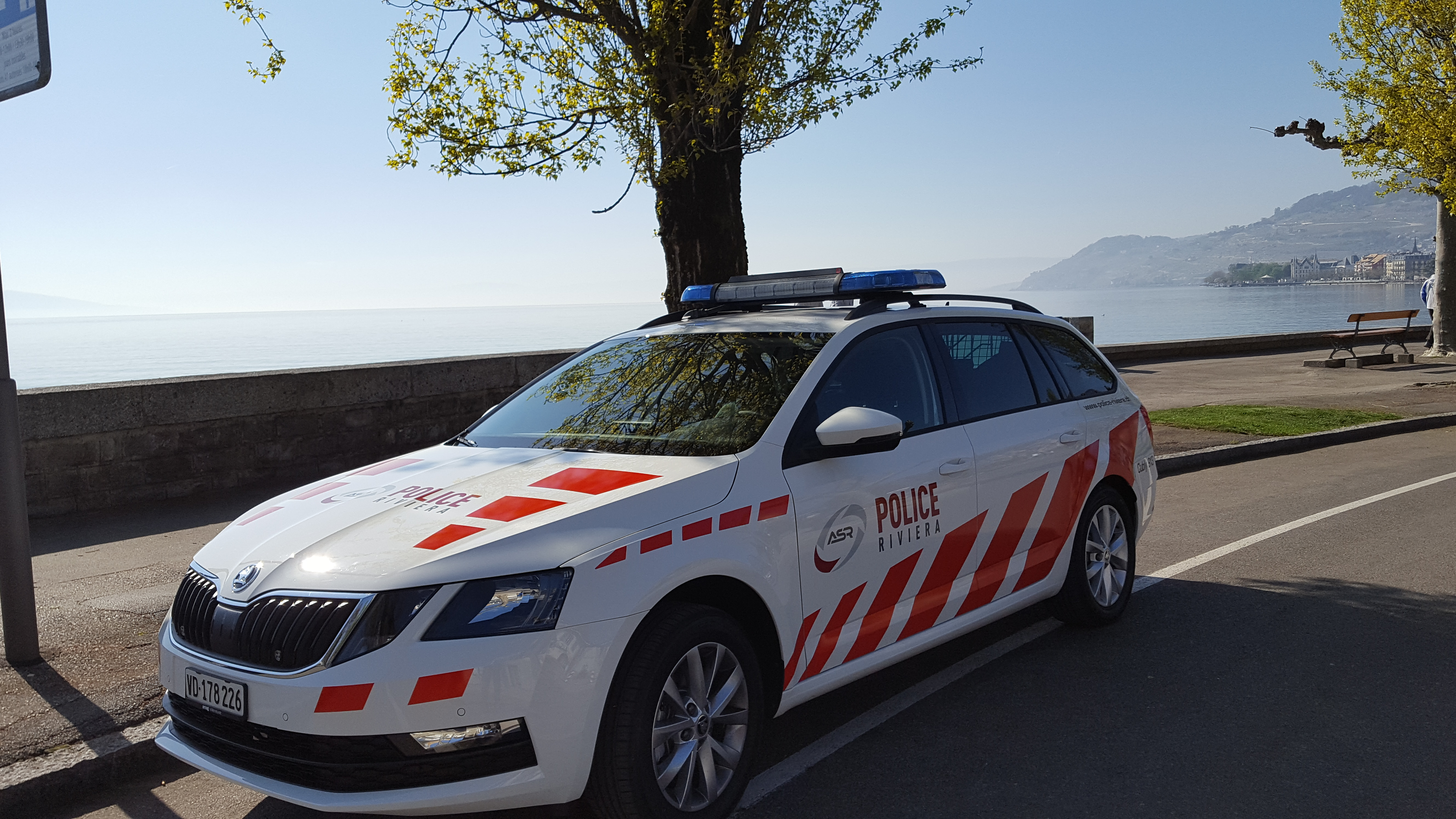
Streifenwagen der Police Riviera in La Tour-de-Peilz, Kanton Waadt

Die Regionalpolizei ist der Ansprechpartner in den ländlichen Gebieten für den Bürger und sorgt mit ihren Frontfunktionären Tag und Nacht für Sicherheit und Ordnung, die Durchsetzung des Strafrechtes und ermittelt in Straffällen in erster Linie. Die Regionalpolizei nimmt sich der gemeindepolizeilichen Belange an und ermittelt nur bei Übertretungen selbstständig bis zum Abschluss des Falles im polizeilichen Ermittlungsverfahren. Im Falle von Vergehen oder Verbrechen (vgl. Strafgesetzbuch) ist die Regionalpolizei verpflichtet, den Fall an die Kantonspolizei abzutreten, die dann ihrerseits die Ermittlungen führt.

## Die Kantonspolizeien im Einzelnen
| - Aargau - Appenzell Ausserrhoden - Appenzell Innerrhoden - Basel-Landschaft - Basel-Stadt - Bern - Freiburg - Genf - Glarus | - Graubünden - Jura - Luzern - Neuenburg - Nidwalden - Obwalden - Schaffhausen - Schwyz - Solothurn | - St. Gallen - Tessin - Thurgau - Uri - Waadt - Wallis - Zug - Zürich |

## Abgrenzung
Die Kontrolle des Personen- und Warenverkehrs an den Grenzübergängen, in internationalen Zügen und an der Landesgrenze obliegt nicht der Kantonspolizei, sondern dem Bundesamt für Zoll und Grenzsicherheit (BAZG) des Eidgenössischen Finanzdepartements (EFD). Bis ins Jahr 2020 existierte in der Schweiz das Grenzwachtkorps (GWK) (französisch Corps des gardes-frontière, Cgfr, italienisch Corpo delle guardie di confine, Cgcf, rätoromanisch Corp da guardias da cunfin), ein damals uniformierter und bewaffneter Teil des EFD.